# Oxyethira mirabilis
Oxyethira mirabilis är en nattsländeart som beskrevs av Morton 1904. Oxyethira mirabilis ingår i släktet Oxyethira och familjen smånattsländor. Arten är reproducerande i Sverige. Inga underarter finns listade i Catalogue of Life.